# Хулбек
Хулбе́к (тадж. Ҳулбек) — село у складі Хатлонської області Таджикистану. Входить до складу джамоату імені Міралі Махмадалієва Восейського району.
Колишня назва — Гульбек.
Населення — 4665 осіб (2010; 4626 в 2009).
Село розташоване на автошляху Р-27 Курбоншахід-Совет. У селі діє мечеть.